# Michel Pelchat

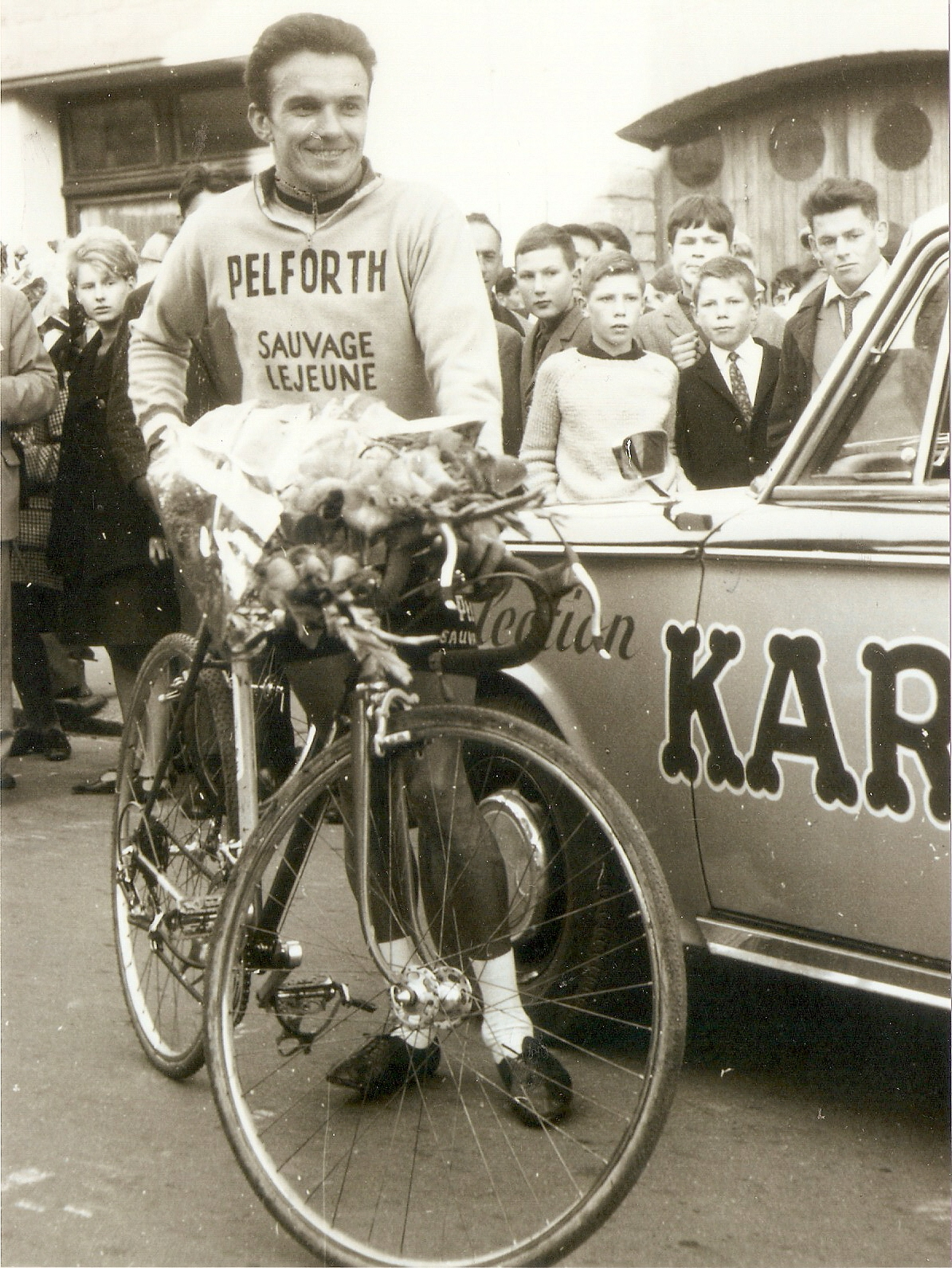
Michel Pelchat in 1965

Michel Pelchat (Camembert, 11 januari 1938 – Plaisir, 1 april 1975) was een Franse beroepsrenner in het veldrijden van 1968 tot 1971. Zijn belangrijkste overwinningen behaalde hij wel vanaf 1960, bij de toenmalige liefhebbers.

## Kampioenschappen
- 9 maal kampioen van Normandië van 1962 tot 1966 en van 1968 tot 1971.
- 2 maal kampioen van Frankrijk in 1964 en 1966.
- 1 maal wereldkampioen te Zürich in 1967.

In 1975 kwam hij om het leven bij een verkeersongeval.